# Sofía Rocha
Ana Sofía Verónica Rocha Ascurra (Lima, 4 de octubre de 1967-San Miguel, 25 de marzo de 2019) fue una actriz peruana de televisión, cine y teatro. 

## Biografía
Rocha se formó como actriz en el grupo Teatro del Sol, el taller de Umbral y el LAMDA workshop. En 1994 actuó en la serie de televisión Los de arriba y los de abajo. Posteriormente, participó en las producciones Los unos y los otros, Todo se vende todo se compra y Escándalo.
En 2006 actuó en la obra Antígona, dirigida por Roberto Ángeles. Grabó para la película El acuarelista, que se estrenó el año siguiente.
En 2007 protagonizó la obra Un matrimonio en Boston (Boston Marriage) y posteriormente viajó a Londres, Inglaterra, para llevar cursos de expresión corporal en The London Academy of Music and Dramatic Art. Rocha regresó a Perú en 2010 y seguidamente protagonizó la obra de tragedia griega Medea, dirigida por Gisela Cárdenas.
En 2011 protagonizó la obra de teatro infantil El juego de la Oca, y también participó en Sangre como flores, la pasión según García Lorca, Entonces Alicia cayó y La cura en Troya. En televisión estuvo en las miniseries Gamarra y Yo no me llamo Natacha 2.
En 2012 actuó en la obra El lenguaje de las sirenas, bajo la dirección de Mariana de Althaus. Posteriormente participó en la obra Nuestro pueblo.
En 2013 actuó en Corazón normal, bajo la dirección de Juan Carlos Fisher. También actuó en Ricardo III. Rocha participó en la película A los 40 de Bruno Ascenzo estrenada en el 2014.
El lunes 25 de marzo del 2019, murió en el distrito de San Miguel, tras una aparatosa caída desde la azotea del edificio donde residía.

## Créditos

### Teatro
- Mitos de fuego (1992)
- Madame de Sade (1993)
- Orquídeas a la luz de la luna (1994)
- Varieté Latina (1994)
- Todo en el jardín (1995)
- El pequeño vampiro (1996)
- Calígula contra proceso (1997)
- La tercera edad de la juventud (1999)
- Restos humanos no identificados (2002)
- Chaika (2003)
- El jardín de los cerezos (2003)
- El dolor por tu ausencia (2004)
- Ña Catita (2004)
- Azul resplandor (2005)
- La casa de Bernarda Alba (2005) como Poncia.
- Ruido (2006)
- Antígona (2006) como Ismene.
- Un matrimonio en Boston (Boston Marriage) (2007) como Ana.
- Medea (2010) como Medea.
- El juego de la Oca (2011) como Finola.
- Sangre como flores, la pasión según García Lorca (2011) como Vicenta Lorca.
- Entonces Alicia cayó (2011) como Daniela.
- La cura en Troya (2011) como Coro de mujeres.
- El lenguaje de las sirenas (2012) como Margot.
- Nuestro pueblo (2012–2013) como Julia (Hersey) Gibbs.
- Corazón normal (2013) como Dr. Emma Brookner.
- Viaje de un largo día hacia la noche (2013)
- Ricardo III (2013)
- Edipo Rey (2015)
- Otras ciudades del desierto (2015)
- La terquedad (2017)
- Pájaros (2017)
- El curioso incidente del perro a medianoche (2017)
- La reunificación de las dos Coreas (2018)
- Viaje al Perú en un poema (2018)
- Todos los sueños del mundo (2018)
- Trilogía - Pequeños Héroes (2018)

### Televisión
- Los de arriba y los de abajo (1994) como Jossie.
- Los unos y los otros (1995)
- Todo se vende todo se compra (1997)
- Escándalo (1997) como Larissa.
- Isabella, mujer enamorada (1999)
- Demasiada belleza (2003)
- Viento y arena (2005)
- Esta sociedad 2 (2008) como Lucía.
- Gamarra (2011) como Fedora Caballero.
- Yo no me llamo Natacha 2 (2011–12) como Penélope Velarde.
- Derecho de familia (2013), 1 episodio como Arminda.
- Locura de amor (2014–15) como Miranda Vandercar.
- Acusados (2015) como Laura Mendoza.
- Valiente amor (2016) como Inés Fernández Alburqueque.

### Películas
- El acuarelista (2007) como Elvira.
- A los 40 (2014) como Bárbara.
- Atacada (2015)  como Dra. Marques.
- Maligno (2016) de Martin Casapía.
- Rosa Mistica (2018) como María de Oliva.
- Intercambiadas (2019)
- La pasión de Javier como Victoria Heraud (2019)

## Premios y nominaciones
| Año  | Premio                       | Categoría              | Trabajo                              | Resultado |
| ---- | ---------------------------- | ---------------------- | ------------------------------------ | --------- |
| 2013 | Premios Luces de El Comercio | Mejor actriz de teatro | Viaje de un largo día hacia la noche | Nominada  |
| 2016 | Premios Luces de El Comercio | Mejor actriz de TV     | Valiente amor                        | Nominada  |

Valiente amor